# Cölbe
Cölbe ist eine Gemeinde im mittelhessischen Landkreis Marburg-Biedenkopf.

## Geografie

### Geografische Lage
Das Gemeindegebiet von Cölbe liegt am Südrand des Burgwaldes, eines Teils des Westhessischen Berglandes, und grenzt direkt an die südlich gelegene Universitätsstadt Marburg. Der namengebende Ortsteil befindet sich innerhalb einer Flussschleife der Lahn, die hier ihre Hauptflussrichtung von Osten nach Süden ändert und in die von Osten kommend die Ohm einmündet.

### Klima
Cölbe liegt auf 190 m Höhe. Das Klima ist mild sowie allgemein warm und gemäßigt. Es gibt viel Niederschlag, selbst im trockensten Monat. Die Temperatur liegt im Jahresdurchschnitt bei 9,0 °C. 731 mm Niederschlag fallen innerhalb eines Jahres. Der niederschlagärmste Monat ist mit durchschnittlich 45 mm der Februar und der niederschlagsreichste der Juni mit 72 mm. Am wärmsten ist es im Monat Juli. Es werden dann durchschnittliche Temperaturen von 17,6 °C erreicht. Mit im Durchschnitt −0,1 °C ist der Januar der kälteste Monat des ganzen Jahres.
Der Deutsche Wetterdienst (DWD) mit Sitz in Offenbach betreibt in Cölbe eine Klimastation – die einzige im Landkreis Marburg-Biedenkopf. Seit November 1947 werden dort Daten wie Temperatur, Regenmenge und Sonnenschein aufgezeichnet.

### Nachbargemeinden
Cölbe grenzt im Nordwesten an die Stadt Wetter, im Nordosten an die Stadt Rauschenberg, im Osten an die Stadt Kirchhain, im Süden an die Stadt Marburg, sowie im Westen an die Gemeinde Lahntal (alle im Landkreis Marburg-Biedenkopf).

### Gliederung
Die Gemeinde besteht aus den Ortsteilen:
- Bernsdorf
- Bürgeln
- Cölbe
- Reddehausen
- Schönstadt
- Schwarzenborn

## Geschichte

### Ortsgeschichte
Die älteste bekannte schriftliche Erwähnung von Cölbe erfolgte unter dem Namen Culbe im Jahr 1244 in einer Urkunde der Stadt Wetzlar. Weitere Erwähnungen erfolgten unter den Ortsnamen (in Klammern das Jahr der Erwähnung): Kulbe (1309), Kolbe (1365), Koelbe (1370/1375), Kolwe (1440), Kolbe (1485), Kölb (1577) und Kölbe (1630).
Im 14. Jahrhundert erhoben als Territorialherren die Herren von Fleckenbühl und der hessische Landgraf Machtansprüche auf den Ort. Bis in das 19. Jahrhundert soll der größte Teil der Bevölkerung als Leibeigene gearbeitet haben. 1850 brachte der Bahnanschluss den industriellen Fortschritt in den Ort.
Zeit des Nationalsozialismus
Mit der Machtübernahme der Nationalsozialisten setzte 1933 auch in Cölbe die Verfolgung von Regimegegnern ein. Zu den ersten Verhafteten gehörten im März 1933 der Sozialdemokrat und Ortsgruppenvorsitzender des Reichsbanners Schwarz-Rot-Gold Balthasar Stauzebach und der kommunistische Maurer Josef Losekamm, die am 27. März in Bürgeln in „Schutzhaft“ genommen wurden. Der evangelische Pfarrer Bernhard Heppe (1898–1945) war in der Gemeinde seit 1924 tätig. Er war von 1933 bis 1943 Geschäftsführer der Bekennenden Kirche der Evangelischen Kirche von Kurhessen-Waldeck und zählte zu den führenden Köpfen des protestantischen Widerstands. Er starb im September 1945 in jugoslawischer Kriegsgefangenschaft.
Unter der nationalsozialistischen Herrschaft wurden jüdische Bürger, Sinti und Regimegegner Opfer der Diktatur. Die jüdische Viehhändlerfamilie Heß lebte seit dem 19. Jahrhundert in der Alten Dorfstraße. 1919 heiratete David Buchheim in die Familie ein und betrieb eine Metzgerei. Als Demokrat war er ebenfalls Mitglied im Reichsbanner Schwarz-Rot-Gold. 1937 verließ er aufgrund der Schikanen der Nationalsozialisten mit seiner Frau Hilda Cölbe, floh zunächst nach Palästina und ließ sich 1947 in den USA nieder. Seine Brüder Max und Salomon sowie seine Schwester Henny Joseph wurden in den Konzentrationslagern Theresienstadt, Buchenwald und dem Vernichtungslager Sobibor ermordet. Auch zwei Angehörige der Familie Stern starben in Theresienstadt bzw. im Vernichtungslager Auschwitz. Die zehnköpfige Sinti- und Schaustellerfamilie Strauß wurde am 23. März 1943 nach Auschwitz deportiert, wo sieben Familienmitglieder starben. Stolpersteine und Gedenktafeln erinnern im Ort an die Opfer der Gewaltherrschaft.
Hessische Gebietsreform (1970–1977)
Im Zuge der Gebietsreform in Hessen genehmigte die Landesregierung mit Wirkung vom 31. Dezember 1971 die freiwillige Eingliederung der Gemeinden Bernsdorf und Reddehausen in die Gemeinde Cölbe im damaligen Landkreis Marburg. Mit gleichem Datum genehmigte sie sodann den Zusammenschluss der Gemeinden Cölbe und Schönstadt zu einer Gemeinde mit dem Namen Cölbe. Die Gemeinde Bürgeln wurde kraft Landesgesetzes am 1. Juli 1974 eingegliedert. Für alle ehemals eigenständigen Gemeinden von Cölbe wurden gebildet.

### Verwaltungsgeschichte im Überblick
Die folgende Liste zeigt die Staaten und Verwaltungseinheiten, denen Cölbe angehört(e):
- vor 1567: Heiliges Römisches Reich, Landgrafschaft Hessen, Gericht Schönstadt (Gericht Schönstädt bestand aus den Orten: Cölbe, Bernsdorf, Bürgeln, Betziesdorf, Reddehausen, Schönstädt, Schwarzenborn und Bracht)[15]
- ab 1567: Heiliges Römisches Reich, Landgrafschaft Hessen-Marburg, Gericht Schönstadt
- 1604–1648: Heiliges Römisches Reich, strittig zwischen Landgrafschaft Hessen-Darmstadt und Landgrafschaft Hessen-Kassel (Hessenkrieg), Gericht Schönstadt
- ab 1648: Heiliges Römisches Reich, Landgrafschaft Hessen-Kassel, Amt Marburg[16]
- ab 1806: Landgrafschaft Hessen-Kassel, Amt Marburg
- 1807–1813: Königreich Westphalen, Departement der Werra, Distrikt Marburg, Kanton Kaldern
- ab 1815: Kurfürstentum Hessen, Amt Marburg[17]
- ab 1821: Kurfürstentum Hessen, Provinz Oberhessen, Landkreis Marburg[18][Anm. 2]
- ab 1848: Kurfürstentum Hessen, Bezirk Marburg
- ab 1851: Kurfürstentum Hessen, Provinz Oberhessen, Landkreis Marburg
- ab 1867: Königreich Preußen, Provinz Hessen-Nassau, Regierungsbezirk Kassel, Landkreis Marburg
- ab 1871: Deutsches Reich, Königreich Preußen, Provinz Hessen-Nassau, Regierungsbezirk Kassel, Landkreis Marburg
- ab 1918: Deutsches Reich, Freistaat Preußen, Provinz Hessen-Nassau, Regierungsbezirk Kassel, Landkreis Marburg
- ab 1944: Deutsches Reich, Freistaat Preußen, Provinz Kurhessen, Landkreis Marburg
- ab 1945: Deutsches Reich, Amerikanische Besatzungszone, Groß-Hessen, Regierungsbezirk Kassel, Landkreis Marburg
- ab 1946: Deutsches Reich, Amerikanische Besatzungszone, Hessen, Regierungsbezirk Kassel, Landkreis Marburg
- ab 1949: Bundesrepublik Deutschland, Hessen, Regierungsbezirk Kassel, Landkreis Marburg
- ab 1974: Bundesrepublik Deutschland, Hessen, Regierungsbezirk Kassel, Landkreis Marburg-Biedenkopf
- ab 1981: Bundesrepublik Deutschland, Hessen, Regierungsbezirk Gießen, Landkreis Marburg-Biedenkopf

### Gerichte seit 1821
Mit Edikt vom 29. Juni 1821 wurden in Kurhessen Verwaltung und Justiz endgültig getrennt. In Marburg wurde der Kreis Marburg für die Verwaltung eingerichtet und das Landgericht Marburg war als Gericht in erster Instanz für Cölbe zuständig. 1850 wurde das Landgericht in Justizamt Marburg umbenannt. Nach der Annexion Kurhessens durch Preußen 1866 erfolgte am 1. September 1867 die Umbenennung des bisherigen Justizamtes in Amtsgericht Marburg. Auch mit dem Inkrafttreten des Gerichtsverfassungsgesetzes von 1879 blieb das Amtsgericht unter seinem Namen bestehen.

## Bevölkerung

### Einwohnerstruktur 2011
Nach den Erhebungen des Zensus 2011 lebten am Stichtag, dem 9. Mai 2011, in Cölbe 6726 Einwohner. Darunter waren 333 (4,9 %) Ausländer, von denen 119 aus dem EU-Ausland, 82 aus anderen europäischen Ländern und 128 aus anderen Staaten kamen. (Bis zum Jahr 2019 erhöhte sich der Ausländeranteil auf 7,5 %.) Die Einwohner lebten in 2985 Haushalten. Davon waren 942 Singlehaushalte, 723 Paare ohne Kinder und 926 Paare mit Kindern, sowie 282 Alleinerziehende und 108 Wohngemeinschaften. In 453 Haushalten lebten ausschließlich Senioren und in 2106 Haushaltungen lebten keine Senioren.

### Einwohnerentwicklung
| Quelle: Historisches Ortslexikon | |
| • 1577:                          | 30 (13 landgräfliche) Hausgesesse                                                                   |
| • 1630:                          | 13 (landgräflicher Anteil) Hausgesesse. (2 vierspännige, 1 zweispännige Ackerleute, 10 Einläuftige) |
| • 1681:                          | 30 Hausgesesse                                                                                      |
| • 1748:                          | 252 Einwohner.                                                                                      |
| • 1838:                          | Familien: 42 nutzungsberechtigte, 35 nicht nutzungsberechtigte Ortsbürger, 36 Beisassen             |

| Cölbe: Einwohnerzahlen von 1748 bis 2020 | Cölbe: Einwohnerzahlen von 1748 bis 2020 | Cölbe: Einwohnerzahlen von 1748 bis 2020 | Cölbe: Einwohnerzahlen von 1748 bis 2020 | Cölbe: Einwohnerzahlen von 1748 bis 2020 |
| --- | ---------------------------------------- | ---------------------------------------- | ---------------------------------------- | ---------------------------------------- |
| Jahr |                                          |                                          |                                          | Einwohner                                |
| 1748 | 1748                                     |                                          | 252                                      | 252                                      |
| 1800 | 1800                                     |                                          | ?                                        | ?                                        |
| 1834 | 1834                                     |                                          | 532                                      | 532                                      |
| 1840 | 1840                                     |                                          | 514                                      | 514                                      |
| 1846 | 1846                                     |                                          | 543                                      | 543                                      |
| 1852 | 1852                                     |                                          | 622                                      | 622                                      |
| 1858 | 1858                                     |                                          | 608                                      | 608                                      |
| 1864 | 1864                                     |                                          | 634                                      | 634                                      |
| 1871 | 1871                                     |                                          | 610                                      | 610                                      |
| 1875 | 1875                                     |                                          | 617                                      | 617                                      |
| 1885 | 1885                                     |                                          | 716                                      | 716                                      |
| 1895 | 1895                                     |                                          | 860                                      | 860                                      |
| 1905 | 1905                                     |                                          | 1.068                                    | 1.068                                    |
| 1910 | 1910                                     |                                          | 1.166                                    | 1.166                                    |
| 1925 | 1925                                     |                                          | 1.280                                    | 1.280                                    |
| 1939 | 1939                                     |                                          | 1.621                                    | 1.621                                    |
| 1946 | 1946                                     |                                          | 2.207                                    | 2.207                                    |
| 1950 | 1950                                     |                                          | 2.382                                    | 2.382                                    |
| 1956 | 1956                                     |                                          | 2.426                                    | 2.426                                    |
| 1961 | 1961                                     |                                          | 2.451                                    | 2.451                                    |
| 1967 | 1967                                     |                                          | 2.775                                    | 2.775                                    |
| 1970 | 1970                                     |                                          | 2.817                                    | 2.817                                    |
| 1972 | 1972                                     |                                          | 4.623                                    | 4.623                                    |
| 1975 | 1975                                     |                                          | 6.062                                    | 6.062                                    |
| 1980 | 1980                                     |                                          | 6.190                                    | 6.190                                    |
| 1985 | 1985                                     |                                          | 6.181                                    | 6.181                                    |
| 1990 | 1990                                     |                                          | 6.409                                    | 6.409                                    |
| 1995 | 1995                                     |                                          | 6.901                                    | 6.901                                    |
| 2000 | 2000                                     |                                          | 7.009                                    | 7.009                                    |
| 2005 | 2005                                     |                                          | 7.108                                    | 7.108                                    |
| 2010 | 2010                                     |                                          | 6.964                                    | 6.964                                    |
| 2011 | 2011                                     |                                          | 6.726                                    | 6.726                                    |
| 2015 | 2015                                     |                                          | 6.799                                    | 6.799                                    |
| 2020 | 2020                                     |                                          | 6.563                                    | 6.563                                    |
| Datenquelle: Historisches Gemeindeverzeichnis für Hessen: Die Bevölkerung der Gemeinden 1834 bis 1967. Wiesbaden: Hessisches Statistisches Landesamt, 1968. Weitere Quellen: LAGIS; 1972:; Hessisches Statistisches Informationssystem; Zensus 2011 Ab 1972 einschließlich der im Zuge der Gebietsreform in Hessen eingegliederten Orte. |                                          |                                          |                                          |                                          |

### Historische Erwerbstätigkeit
| Quelle: Historisches Ortslexikon | |
| • 1748:                          | Erwerbspersonen: ein Landschlachter, vier Leineweber, zwei Wirte, drei Schneider, zwei Schmiede, vier Wagner, ein Müller, 14 Tagelöhner |
| • 1838:                          | Familien: 42 Ackerbau, 3 Gewerbe, 43 Tagelöhner                                                                                         |
| • 1961:                          | Erwerbspersonen: 120 Land- und Forstwirtschaft, 386 Produzierendes Gewerbe, 302 Handel und Verkehr, 767 Dienstleistungen und Sonstiges. |

## Religion
Die Gemeinde Cölbe ist protestantisch geprägt. In den Ortsteilen Cölbe, Bürgeln, Schönstadt, Reddehausen (Kirchsaal) und Schwarzenborn gibt es evangelische Kirchen, die zur Kirchengemeinde Cölbe gehören. Daneben gibt es in der Kerngemeinde Cölbe auch eine katholische Kirche sowie eine Evangelische Gemeinschaft, die 1901 aus einem Hausbibelkreis entstand.
Historische Religionszugehörigkeit
| Quelle: Historisches Ortslexikon | |
| • 1861:                          | 0585 evangelisch-lutherische, 2 römisch-katholische Einwohner, 21 Mitglieder abweichender Sekten            |
| • 1885:                          | 0640 evangelische (= 89,39 %), 18 katholische (= 2,51 %), 50 andere Christen (= 6,98 %), 8 Juden (= 1,12 %) |
| • 1961:                          | 2085 evangelische (= 85,07 %), 287 römisch-katholische (= 11,71 %) Einwohner.                               |
| • 1987:                          | 4742 evangelische (= 78,61 %), 722 katholische (= 11,97 %), 568 sonstige (= 9,42 %) Einwohner               |
| • 2011:                          | 4342 evangelische (= 64,56 %), 828 katholische (= 23,16 %), 1558 sonstige (= 23,16 %) Einwohner             |

## Politik

### Gemeindevertretung
Die Kommunalwahl am 14. März 2021 lieferte folgendes Ergebnis, in Vergleich gesetzt zu früheren Kommunalwahlen:
| Sitzverteilung in der Gemeindevertretung 2021Insgesamt 27 Sitze - SPD: 8 - Grüne: 8 - BL: 5 - CDU: 6 | Parteien und Wählergemeinschaften | Parteien und Wählergemeinschaften           | 2021   | 2021   | 2016   | 2016   | 2011   | 2011   | 2006   | 2006   | 2001   | 2001   |
| Sitzverteilung in der Gemeindevertretung 2021Insgesamt 27 Sitze - SPD: 8 - Grüne: 8 - BL: 5 - CDU: 6 | Parteien und Wählergemeinschaften | Parteien und Wählergemeinschaften           | %      | Sitze  | %      | Sitze  | %      | Sitze  | %      | Sitze  | %      | Sitze  |
| Sitzverteilung in der Gemeindevertretung 2021Insgesamt 27 Sitze - SPD: 8 - Grüne: 8 - BL: 5 - CDU: 6 | SPD                               | Sozialdemokratische Partei Deutschlands     | 31,1   | 8      | 31,5   | 9      | 30,7   | 9      | 38,0   | 12     | 41,2   | 13     |
| Sitzverteilung in der Gemeindevertretung 2021Insgesamt 27 Sitze - SPD: 8 - Grüne: 8 - BL: 5 - CDU: 6 | Grüne                             | Bündnis 90/Die Grünen                       | 28,9   | 8      | 22,8   | 6      | 28,4   | 9      | 16,2   | 5      | 14,4   | 4      |
| Sitzverteilung in der Gemeindevertretung 2021Insgesamt 27 Sitze - SPD: 8 - Grüne: 8 - BL: 5 - CDU: 6 | CDU                               | Christlich Demokratische Union Deutschlands | 23,0   | 6      | 26,5   | 7      | 24,2   | 8      | 27,8   | 9      | 25,6   | 8      |
| Sitzverteilung in der Gemeindevertretung 2021Insgesamt 27 Sitze - SPD: 8 - Grüne: 8 - BL: 5 - CDU: 6 | BL                                | Bürgerliste der Gesamtgemeinde Cölbe        | 17,1   | 5      | 19,1   | 5      | 14,5   | 4      | 18,0   | 5      | 18,9   | 6      |
| Sitzverteilung in der Gemeindevertretung 2021Insgesamt 27 Sitze - SPD: 8 - Grüne: 8 - BL: 5 - CDU: 6 | FDP                               | Freie Demokratische Partei                  | —      | —      | —      | —      | 2,2    | 1      | —      | —      | —      |        |
| Sitzverteilung in der Gemeindevertretung 2021Insgesamt 27 Sitze - SPD: 8 - Grüne: 8 - BL: 5 - CDU: 6 | Gesamt                            | Gesamt                                      | 100    | 27     | 100    | 27     | 100    | 31     | 100    | 31     | 100    | 31     |
| Sitzverteilung in der Gemeindevertretung 2021Insgesamt 27 Sitze - SPD: 8 - Grüne: 8 - BL: 5 - CDU: 6 | Wahlbeteiligung in %              | Wahlbeteiligung in %                        | 52,6 % | 52,6 % | 48,3 % | 48,3 % | 51,3 % | 51,3 % | 46,9 % | 46,9 % | 55,9 % | 55,9 % |

### Bürgermeister

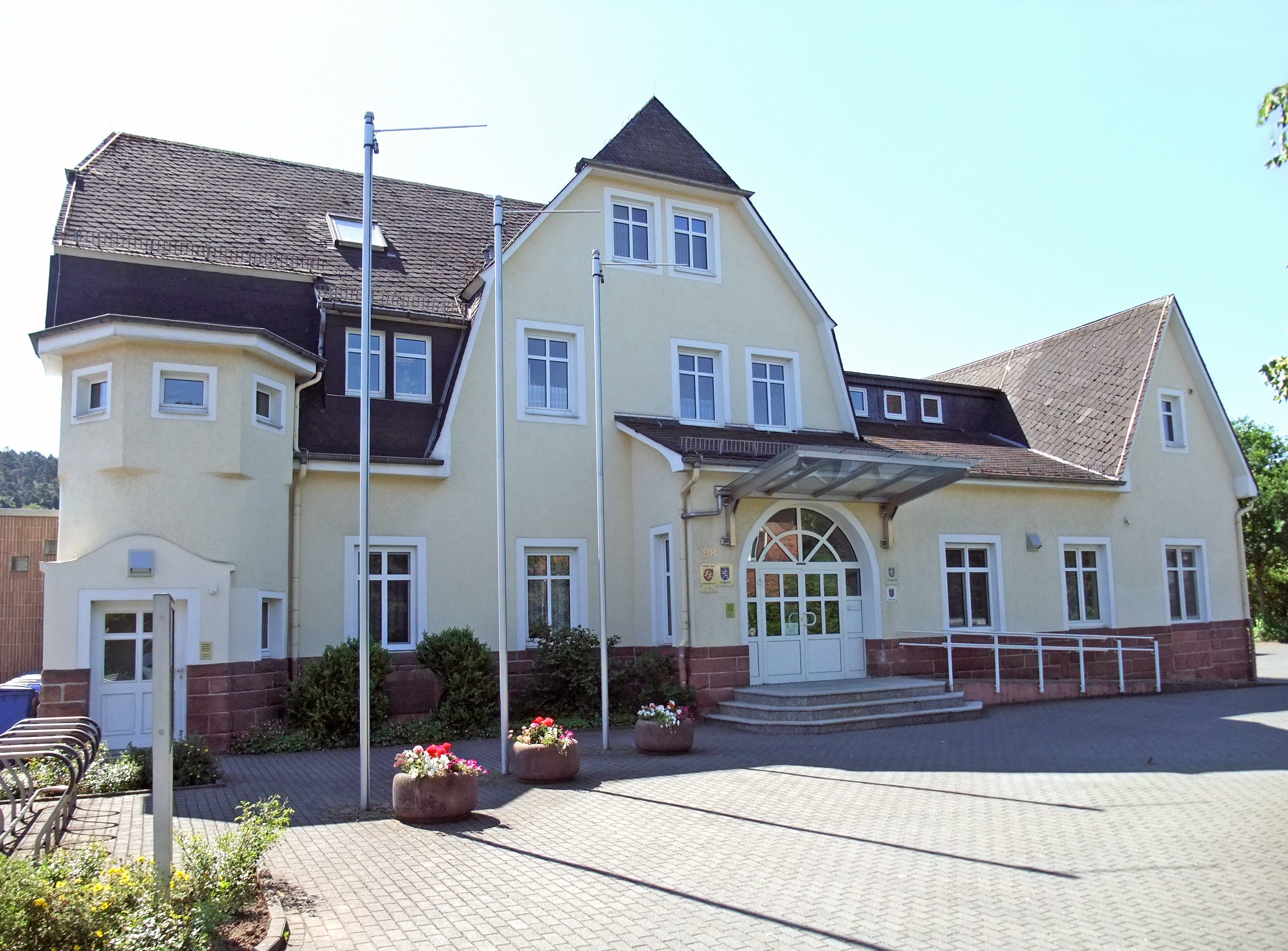
Sitz der Gemeindeverwaltung

Nach der hessischen Kommunalverfassung wird der Bürgermeister für eine sechsjährige Amtszeit gewählt, seit dem Jahr 1993 in einer Direktwahl, und ist Vorsitzender des Gemeindevorstands, dem in der Gemeinde Cölbe neben dem Bürgermeister ehrenamtlich ein Erster Beigeordneter und vier weitere Beigeordnete angehören. Bürgermeister ist seit dem 16. Mai 2019 der parteiunabhängige Jens Ried. Er wurde als Nachfolger von Volker Carle, der nach drei Amtszeiten nicht wieder zur Wahl angetreten war, am 28. Oktober 2018 im ersten Wahlgang bei 71,97 Prozent Wahlbeteiligung mit 55,09 Prozent der Stimmen gewählt. Es folgte eine Wiederwahl ohne Gegenkandidaten im Dezember 2024.
Amtszeiten der Bürgermeister
- 2019–2031 Jens Ried[34]
- 2001–2019 Volker Carle[35]
- 1986–2001 Jürgen Butte (SPD)[38]

### Ortsbeiräte
Gemeinde Cölbe
Für alle im Zuge der Gebietsreform in Hessen eingegliederten Gemeinden bestehen Ortsbezirke mit Ortsbeirat und Ortsvorsteher, nach Maßgabe der §§ 81 und 82 HGO und des Kommunalwahlgesetzes in der jeweils gültigen Fassung. Die Wahl der Ortsbeiräte erfolgt im Rahmen der Kommunalwahlen. Der Ortsbeirat wählt eines seiner Mitglieder zum Ortsvorsteher bzw. zur Ortsvorsteherin.
Ortsbezirk Cölbe/Bernsdorf
Für die Ortsteile Cölbe und Bernsdorf besteht ein gemeinsamer Ortsbezirk mit Ortsbeirat und Ortsvorsteher nach der Hessischen Gemeindeordnung. Er umfasst das Gebiet der ehemaligen Gemeinden Cölbe und Bernsdorf.
Der Ortsbeirat besteht aus sieben Mitgliedern. Bei den Kommunalwahlen in Hessen 2021 betrug die Wahlbeteiligung zum Ortsbeirat 50,26 %. Dabei wurden gewählt: zwei Mitglieder der SPD, zwei Mitglieder von Bündnis 90/Die Grünen und drei Mitglieder der Liste „Gemeinsam für Cölbe“ (GFC). Ortsvorsteher ist Heinz Palz.

### Partnerschaften
Die Gemeinde Cölbe unterhält partnerschaftliche Beziehungen zu der polnischen Stadt Kościerzyna (Berent) und der sie umgebenden Landgemeinde. Die Partnerschaft besteht seit 1991. Betreut wird sie durch den Partnerschaftsverein Cölbe-Kościerzyna e. V.

### Wappen und Flagge
Das Wappen und die Flagge sind in einer gesonderten Wappensatzung geschützt.
Wappen
| Wappen von Cölbe | Blasonierung: „Im roten Schild ein silberner (weißer) Schrägbalken belegt mit sechs gestürzten roten Herzen in zwei Reihen.“                                                                                      |
| Wappen von Cölbe | Wappenbegründung: Das Wappen basiert auf demjenigen des Ortsteils Schönstadt und ersetzt die drei schwarzen Herzen der Herren Milchling von Schönstadt durch die sechs roten Herzen für die Anzahl der Ortsteile. |

Flagge
Die Flagge wird dort folgendermaßen beschrieben:

„Die Flagge der Gemeinde Cölbe besteht in der linken Hälfte aus rotem und in der rechten Hälfte aus weißem Flaggentuch. Mittig aufgelegt zeigt die Flagge das Gemeindewappen.“

Eine amtliche Hissflagge führt die Gemeinde nicht. Lokal wird jedoch, angelehnt an die Bannerflagge, eine rot-weiße Flaggenbahn, belegt mit dem Gemeindewappen, verwendet.

## Kultur und Sehenswürdigkeiten

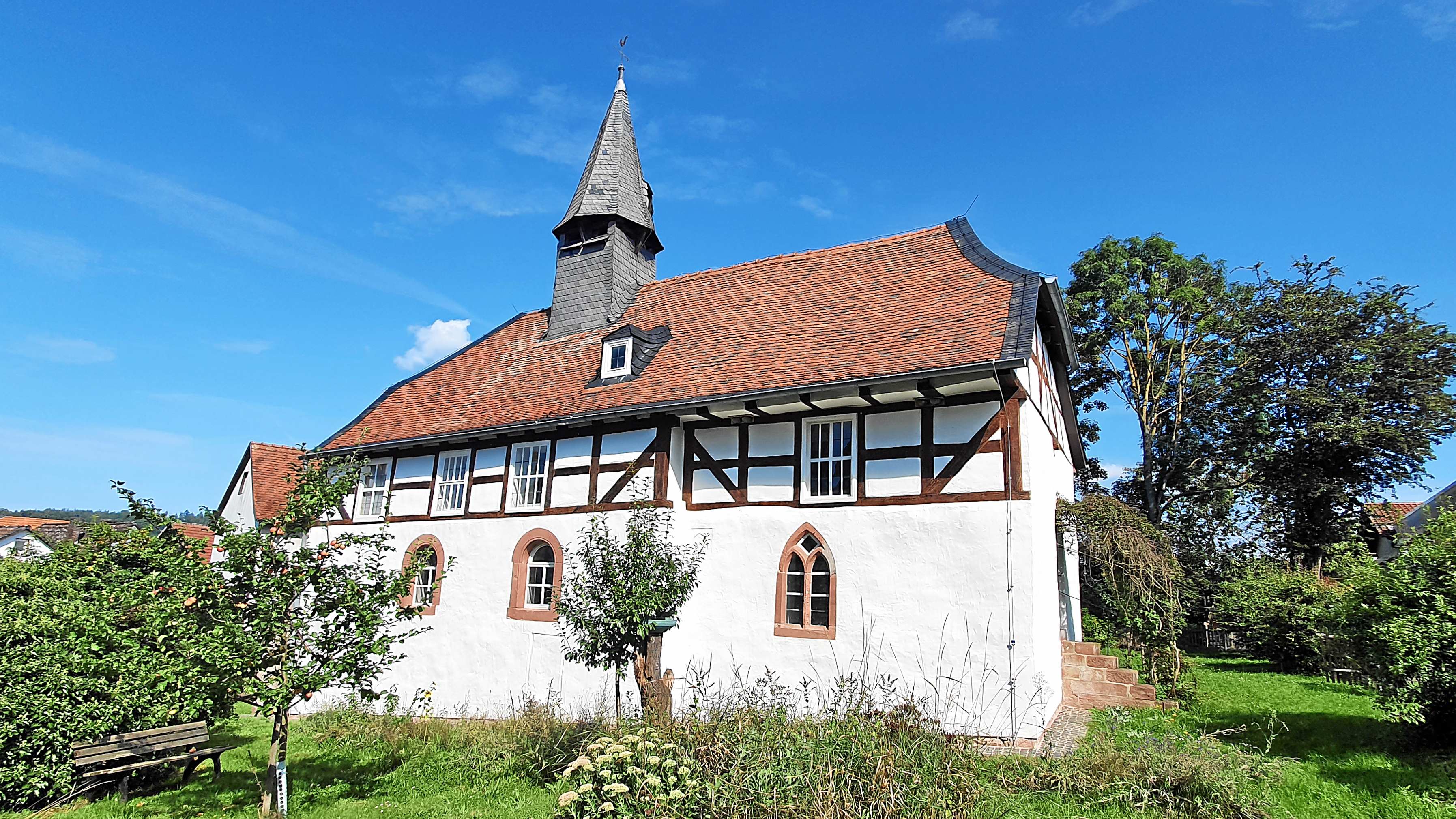
Alte Kirche Bürgeln

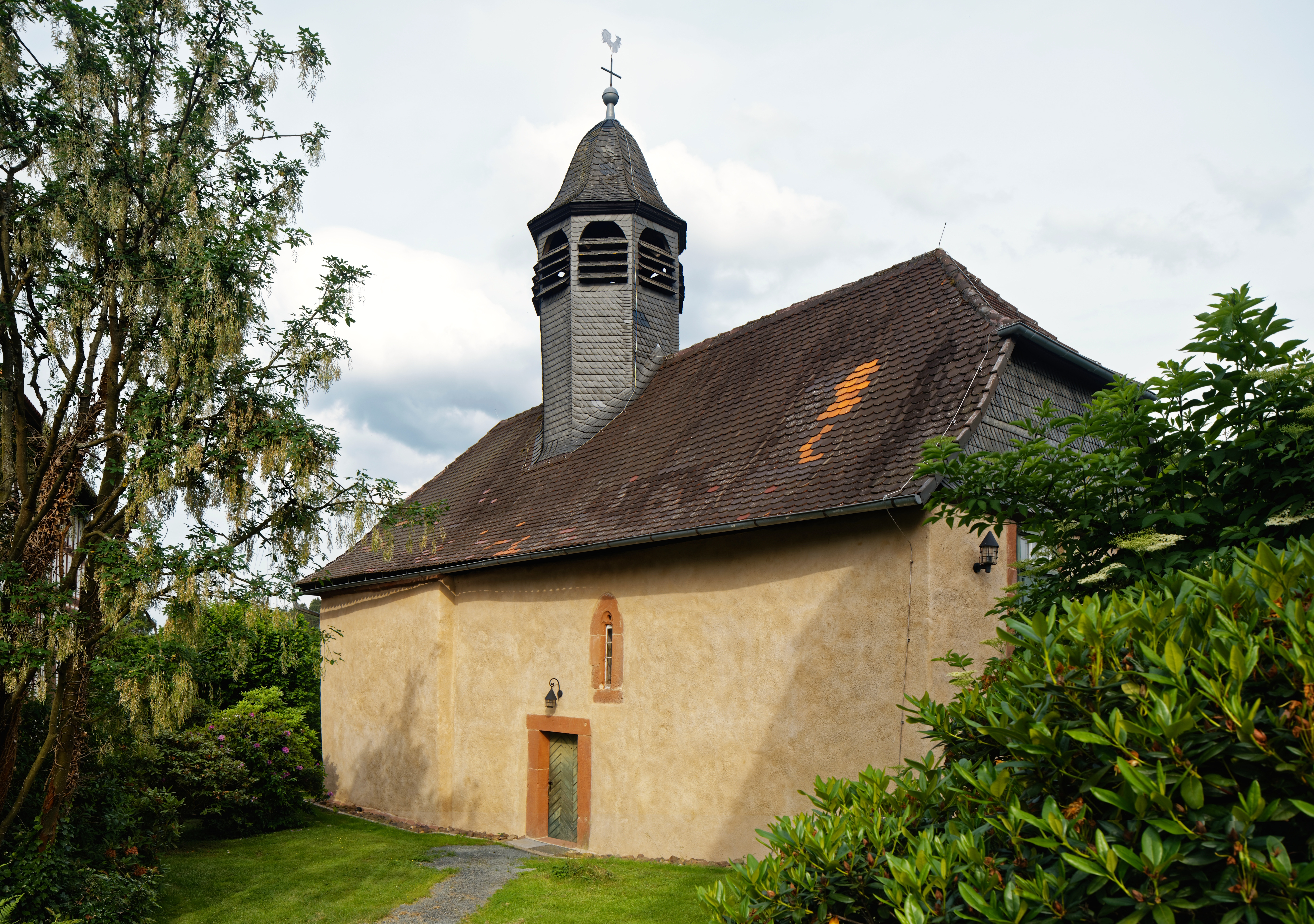
Evangelische Kirche Schwarzenborn

### Bauwerke
- Jugendstil-Bahnhofsgebäude, heute als Gemeindeverwaltung genutzt
- Alte Kirche im Ortsteil Bürgeln
- Altes Backhaus Schwarzenborn
- Evangelische Kirche Schwarzenborn (Cölbe), frühgotische Saalkirche vermutlich 13. Jahrhundert, hessisches Kulturdenkmal
- Historischer Ortskern Schönstadt

### Sport und Freizeit
Die Großgemeinde hält ein breites Angebot an traditionellen und modernen Sportarten sowie Bewegungsmöglichkeiten vor. Zunächst gibt es in allen sechs Ortsteilen Sportvereine mit einer Vielzahl von Angeboten: Trainings- und / oder Wettkampfbetrieb für Badminton, Basketball, Beachvolleyball, Cricket, Fußball, Gymnastik, Handball, Jedermannsport, Leichtathletik, Psychomotorik, Tanzen, Tischtennis, Volleyball und Zumba.
An Sportanlagen stehen zur Verfügung: Im Ortsteil Bürgeln und Ortsteil Schönstadt jeweils eine kleine Sporthalle für Schulsport und Vereinssport mit Spielmöglichkeiten, Geräteturnen, Gymnastik, Tischtennis, Volleyball und Badminton u. ä.
Im Ortsteil Cölbe wird die gemeindeeigene Großsporthalle mit 250 Zuschauer-Sitzplätzen für nahezu alle Sportarten genutzt. Die Cölber Sporthalle liegt an einem großzügigen Sport- und Bewegungsgelände. Hier gibt es zwei Fußball-Rasenplätze für die Ligaspiele, eine 400 m Laufbahn, Weitsprunggrube, Cricketabschlagplatz, ein Beach-Volleyball-Feld und eine Sandplatz-Tennisanlage mit vier Plätzen. Außerdem liegen auf dem Gelände zwei sanierte und rege genutzte Sportvereinsheime und ein Kinderspielplatz. Weitere Fußball-Rasenplätze befinden sich in Reddehausen, Schönstadt und Bürgeln. Schließlich sind die Bürgerhäuser in Schönstadt und Bürgeln mit Kegelbahnen ausgestattet.
Der Reitverein Cölbe e. V. bietet seinen 65 Mitgliedern (davon allein 29 Kinder und Jugendliche) auf einer privat zur Verfügung gestellten Reitanlage Voltigieren mit eigenen Trainerinnen an. Zudem befindet sich im Ortsteil Bürgeln eine familiär geführte Pferdepension mit Reithalle, Außenplatz und großer Weide- und Paddockfläche. Die Ohm-Auen und die Wälder der Lahnberge eignen sich für Ausritte.
Im Ortsteil Bernsdorf liegt ein 18-Loch-Golfplatz, der vom Oberhessischen Golfclub Marburg e. V. betrieben wird.
Im Sommer bieten sich die beiden durch Cölbe fließenden Flüsse Lahn und Ohm für Kanutouren an.
Innerhalb der Gemarkung liegen zwei Premium-Rundwanderwege – der Eibenhardtpfad (6,3 km) und der Junkernpfad (10 km). Zertifiziert sind sie mit dem Wandersiegel des Deutschen Wanderinstituts. Hinzu kommt der „Cölber Rundwanderweg“ (30 km), der alle Ortsteile der Gemeinde verbindet und an einem besonderen Wandertag die Bürger der Gemeinde und ihre Gäste zusammenführt mit vielfältigen kulturellen und kulinarischen Angeboten in den Ortsteilen. Seit 2005 wurde er alle zwei Jahre als „Cölber Rotweinlauf“ veranstaltet in Anlehnung an den französischen Medoc-Marathon, der an den Weingütern mit Degustation vorbeiführt. 2021 soll er unter dem Namen „Cölbe bewegt sich“ weniger das Sportliche als vielmehr das Gesellige betonen.
Nahe dem Ortsteil Schönstadt liegt der Verkehrslandeplatz Marburg-Schönstadt.

### Bildung
In Cölbe gibt es 4 Kindergärten: Löwenzahn Cölbe und Lummerland Bürgeln, die von der Gemeinde geführt werden und Vogelnest Cölbe sowie Kindergarten Schönstadt, die von der Evangelischen Kirche betreut werden. Der Kindergarten Schönstadt nimmt auch Kinder der Ortsteile Schwarzenborn und Bürgeln auf. Diese Orte sind mit einem Kindergartenbus verbunden.
Grundschulen existieren in den Ortsteilen Cölbe, Bürgeln sowie Schönstadt und liegen in der Trägerschaft des Landkreises Marburg-Biedenkopf.
Die Hephata Ergotherapieschule Fokus gGmbH ist eine staatlich anerkannte Fachschule für Ergotherapie in Cölbe. Sie bietet in Kooperation mit der Zuyd Hogeschool Heerlen (Niederlande) einen modularen Studiengang (5 Semester ausbildungs- und berufsbegleitend) zum Erwerb des Bachelor of Science für Ergotherapeuten und Ergotherapeutinnen in Ausbildung und Beruf an.
Weitere Ausbildungsstätten wie Fachschulen, Fachoberschulen o. ä. oder (Berufliche) Gymnasien sind in den umliegenden Städten Marburg, Kirchhain oder Amöneburg zu finden. Die nächsten Hochschulen liegen in Marburg (Universität), Gießen (Universität und Fachhochschule) und Kassel (Universität).
Für die Erwachsenenbildung bietet der Landkreis eine Außenstelle der Volkshochschule Marburg-Biedenkopf.

### Vereine
Die Gemeinde Cölbe verfügt über eine große und vielfältige Vereinsstruktur. Größter Verein mit etwa 1000 Mitgliedern ist der Turnverein 1906 Cölbe e. V. (TV 06 Cölbe). Eine Vielzahl von Vereinen in den Ortsteilen garantiert das gesellschaftliche, sportliche und kulturelle Leben der Gemeinde.
Neben dem TV 06 Cölbe existiert auch der Fußballverein FV 1927 Cölbe e. V., dieser verfügt seit 2023 über einen komplett sanierten Rasenplatz. Aber auch die Burschenschaft 1984 Cölbe spielt eine Rolle im Vereinsleben von Cölbe. Der 1. Vorsitzende der Burschenschaft ist Mick Weide.

### Brauchtum
Die seit 1984 als Verein eingetragene dörfliche „Burschenschaft Cölbe“ lässt jährlich im Sommer den „Stroh-Bären“ durch die Straßen Cölbes tanzen. Die Wickelung eines Jungburschen mit den Strohschichten benötigt allein eine Stunde. Die von Passanten und Anwohnern eingeworbenen Spenden gehen in das öffentliche Vereinsfest ein.

## Wirtschaft und Infrastruktur

### Betriebe

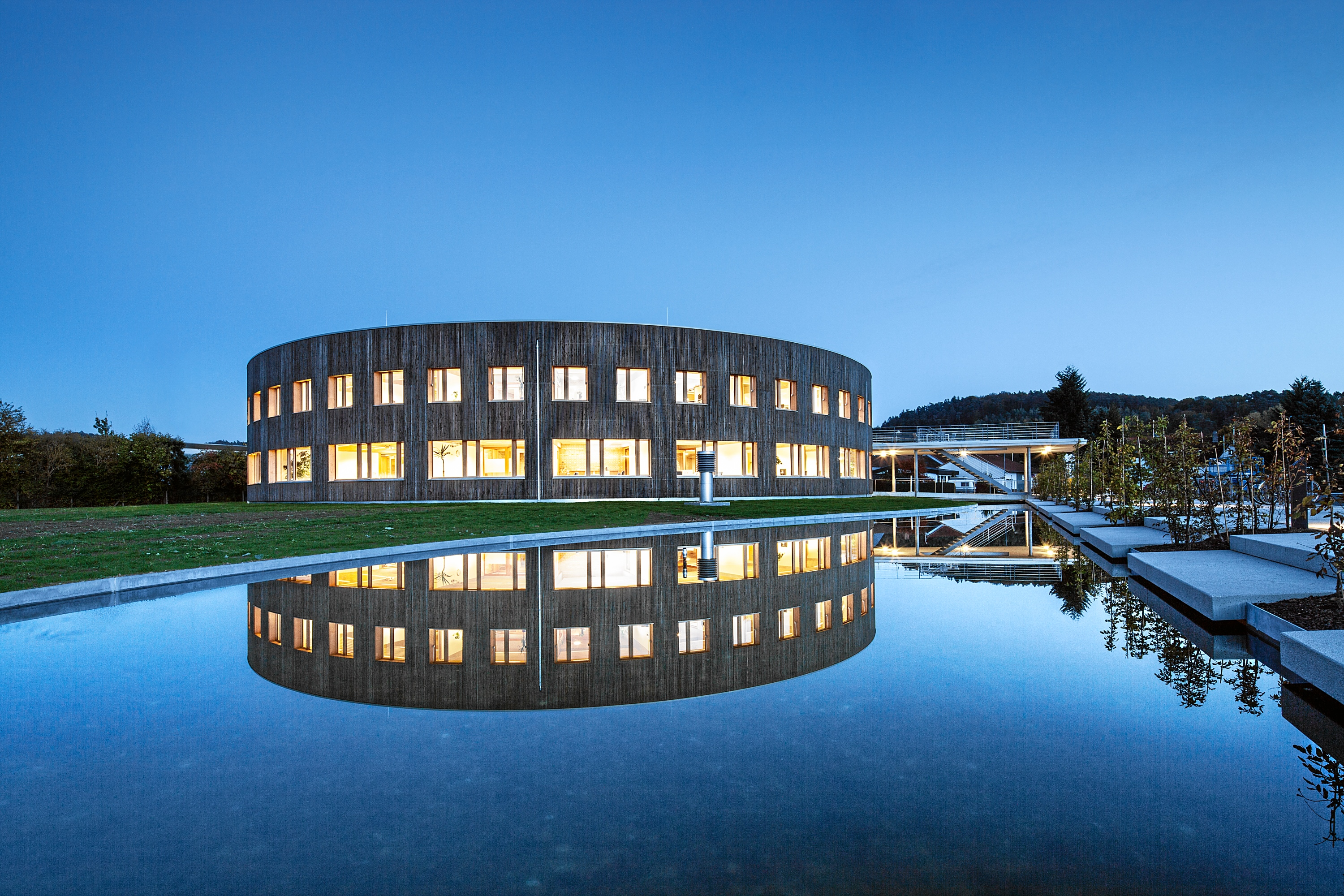
Gedat Sonnenforum in Cölbe, Passiv-Bürohaus, Außenansicht

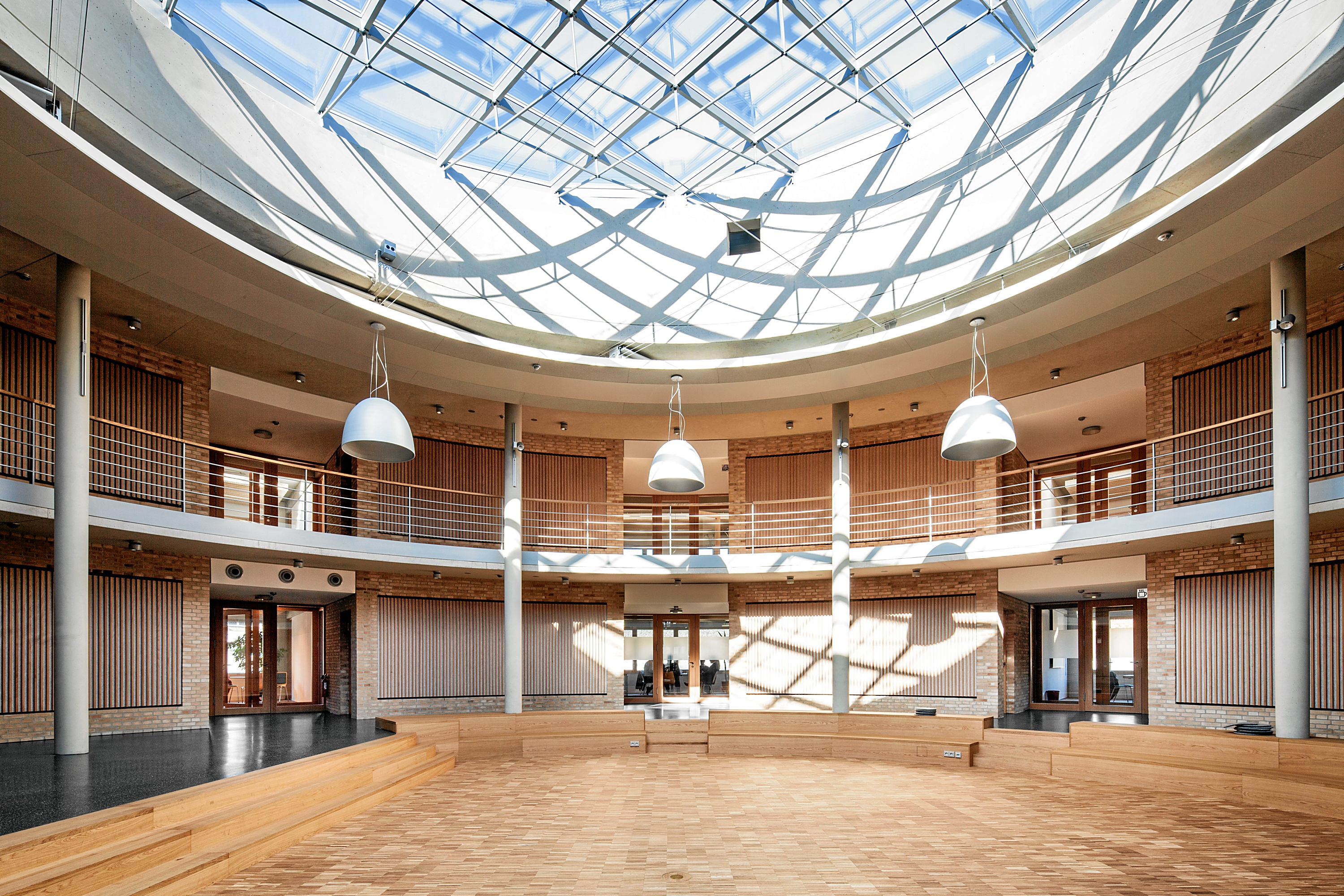
Gedat Sonnenforum in Cölbe, Passiv-Bürohaus, Innenansicht

Neben einer Reihe Handwerksbetriebe rund um das Thema Haus besitzt Cölbe wegen seiner guten Verkehrslage einige bedeutende Großhandelsbetriebe. Auch haben sich einige Spezialisten für bestimmte Produktbereiche angesiedelt (z. B. Software für Personaldienstleister, Produkte für den Motorschutz oder maßgeschneiderte elektronische Steuerungen).
Hinzu kommen zwei gemeinnützige Unternehmen: Die gemeinnützige Beschäftigungs- und Qualifizierungsgesellschaft in kommunaler Trägerschaft Integral und „Die Fleckenbühler“, eine therapeutische Lebens- und Arbeitsgemeinschaft für etwa 120 suchtkranke Menschen. Sie führen seit 1984 einen 100 ha großen Landwirtschaftsbetrieb mit Käserei auf biologisch-dynamische Wirtschaftsweise in Cölbe-Schönstadt. Neben den landwirtschaftlichen Produkten bieten sie Umzüge und Transporte an. Schließlich betreiben sie auf dem Hofgut ein Bistro mit Hofladen.

### Verkehr
Cölbe ist zumindest im größten Ortsteil neben Marburg mit 5 Buslinien und 3 Bahnlinien die am besten angebundene Gemeinde im Landkreis. Hinzu kommt ein gut ausgebautes Radwegenetz und ein Carsharing-Angebot im Ortsteil Schönstadt.

#### Bahn
Der Bahnhof Cölbe wird von folgenden Bahnstrecken bedient:
- Obere Lahntalbahn (Marburg–Bad Laasphe–Erndtebrück)
- Burgwaldbahn (Marburg–Frankenberg (Eder)–Korbach–Brilon)
- Main-Weser-Bahn (Frankfurt Hauptbahnhof–Gießen–Marburg–Kassel Hauptbahnhof)

Es gibt stündliche Verbindungen nach Frankfurt am Main, Marburg, Frankenberg (alle zwei Stunden weiter nach Brilon über Korbach) und Bad Laasphe (alle zwei Stunden weiter nach Erndtebrück). Des Weiteren gibt es einen Haltepunkt in Bürgeln, der an der Main-Weser-Bahn liegt.

#### Bus
Auf Grund seiner günstigen Verkehrslage fahren insgesamt 5 Buslinien durch den Ortsteil Cölbe und zum Teil auch durch die anderen Ortsteile:
- MR-63 Bürgeln – Schwarzenborn – Schönstadt – Wetter
- MR-72 Josbach – Rauschenberg – Cölbe – Marburg
- MR-76 Marburg – Cölbe – Schönstadt – Bracht – Schwarzenborn
- MR-78 Kirchhain/Amöneburg – Anzefahr – Cölbe – Marburg
- 481 Wallau – Biedenkopf – Lahntal – Marburg

#### Fahrrad
Die Lage Cölbes an insgesamt fünf Fluss- und Bachläufen (Lahn, Ohm, Reddehäuser Bach und Rotes Wasser) hat den Bau von Radwegen begünstigt. So gibt es neben dem Lahnradweg, dem Ohmtal-Radweg und dem Burgwaldradweg über Schönstadt in den Burgwald auch die Verbindungen vom Kreisverkehr am Chausseehaus Richtung Bürgeln und von Bernsdorf Richtung Reddehausen.

### Energie
Die Gemeindevertretung beschloss 2011, dass die Gemeinde Cölbe (Verwaltung, Bürger und Unternehmen) bis zum Jahr 2040 die Nutzung von 100 % erneuerbaren Energien anstrebt und gleichzeitig den Maßnahmen für Energieeinsparung und -effizienz einen hohen Stellenwert einräumt. Dieses Ziel soll in enger Zusammenarbeit mit den zu beteiligenden Akteuren realisiert werden. Zwei Meilensteine auf dem Weg dahin sind die Nahwärmegenossenschaft Schönstadt und der Solaracker in Bernsdorf.
In Schönstadt haben Bürger eine Genossenschaft gegründet, um die Abwärme eines nahegelegenen Heizkraftwerkes, das die Baumrinde eines Sägewerks in Strom umwandelt, zum Heizen ihrer Häuser zu nutzen. Seit 2012 fließt die Wärme durch ein 13 km langes Rohrnetz und versorgt 294 Häuser. Das ist ein Anteil von 80 %. So werden jährlich rund 800.000 Liter Heizöl ersetzt.

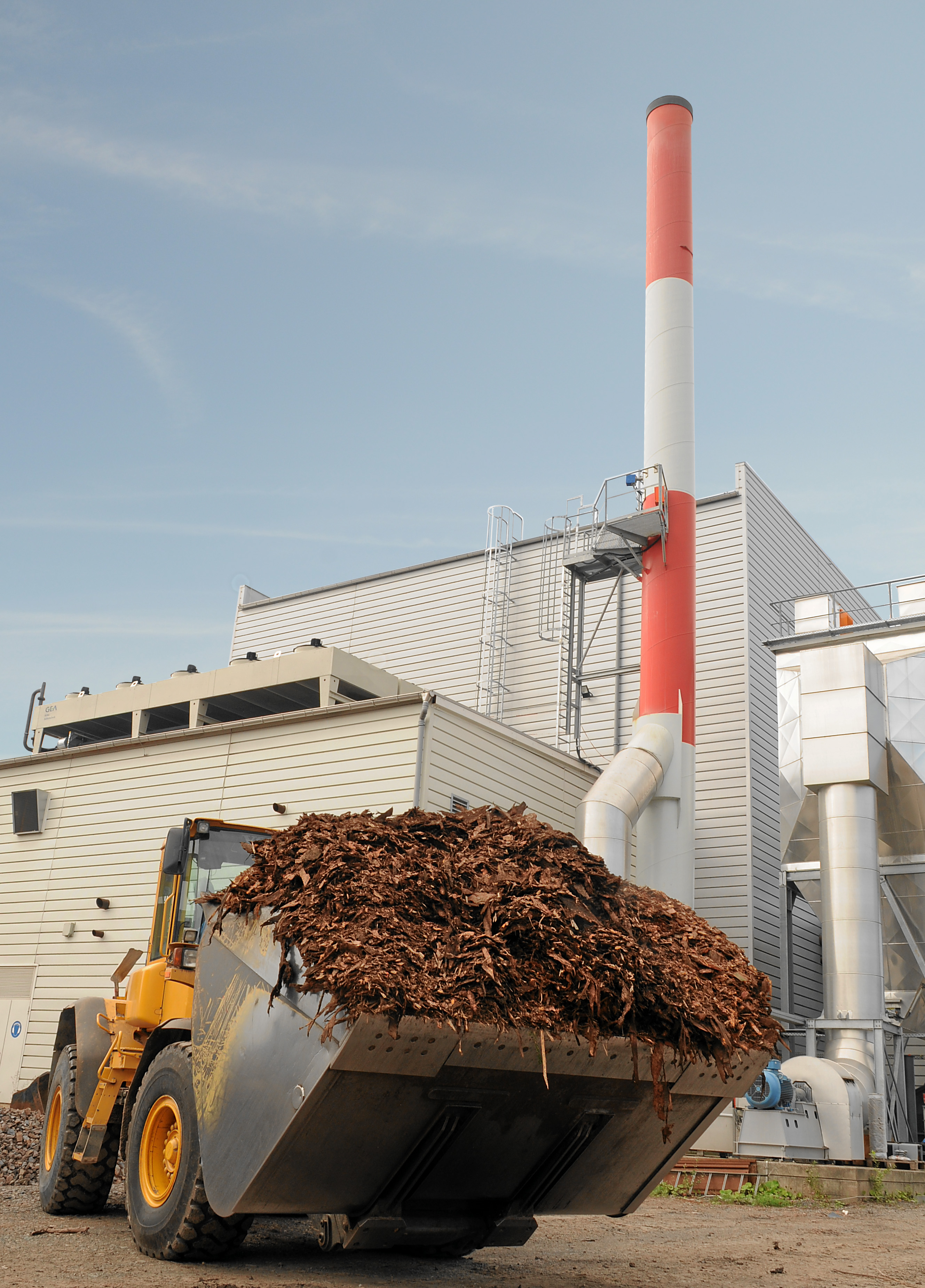
Baumrinde für Biomasse-Heizkraftwerk, das Abwärme in das Nahwärmenetz von Schönstadt liefert

Im Ortsteil Bernsdorf entstand auf einer verfüllten Kiesgrube eine 3,3 Megawatt große Solarstromanlage, die seit 2012 jährlich rund 3 Millionen Kilowattstunden ins Stromnetz einspeist. Das sind 13 % des Cölber Stromverbrauchs. Geplant und gebaut wurde die Anlage von zwei ortsansässigen Solarunternehmen. Eigentümer sind die Gemeinde Cölbe und Cölber Bürger.

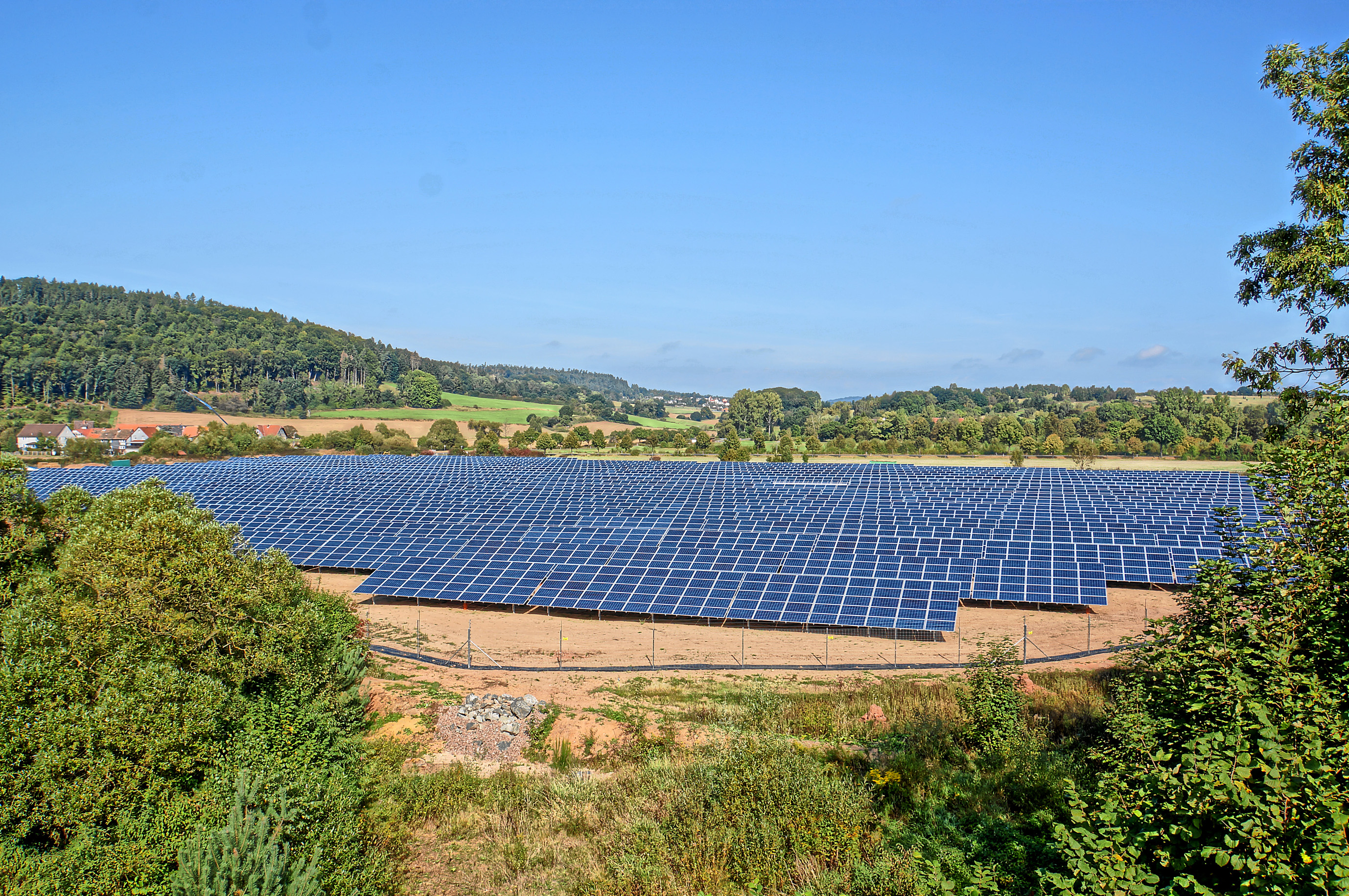
Photovoltaik-Freiflächenanlage von 3,3 Megawatt mit 3 Mio. kWh Jahresproduktion in Cölbe-Bernsdorf

### Gesundheit und Soziales
Insgesamt 13 Ärzte sind in Cölbe niedergelassen. Hinzu kommen 5 Zahnärzte und 1 Tierarzt. Auch eine Apotheke gehört zur medizinischen Versorgung.
Die Kinder- und Jugendarbeit wird von dem gemeinnützigen Cölber Verein, „Junge Entwicklung Fördern e. V.“ (JEF e. V.) im Auftrag der Gemeinde gestaltet.
Ein Seniorennetzwerk kümmert sich in Kooperation mit der Freiwilligenagentur Marburg-Biedenkopf um die Älteren. Ehrenamtliche bieten vielfältige Angebote und fördern die Vernetzung. Ihre Arbeit wird seit 2021 durch eine hauptamtliche Seniorenbeauftragte unterstützt.
Ein neu gegründeter Bürgerschaftshilfe-Verein will durch Hilfen im Alltag, Besuchsdienste und Begleitung ältere Menschen mit Pflege- oder Hilfebedarf in ihrer Selbstständigkeit unterstützen.
Die Marburger Altenhilfe St. Jakob gGmbH, eine gemeinnützige, konfessionsungebundene und kommunale Trägerorganisation der Altenhilfe, betreibt in Cölbe die „Hausgemeinschaften St. Jakob“. Jeweils 10 Bewohner haben dort ihren eigenen Wohn- und Versorgungsbereich. Auch der steigenden Anzahl an Demenzkranken wurden bei dem neuen Konzept berücksichtigt. Das Bistro „Culina“ steht Bewohnern und Gästen offen.

## Sonstiges
Das Institut für theoretische Geodäsie in Bonn hatte ermittelt, dass der Mittelpunkt der Europäischen Union nach der Erweiterung 2004 auf den Koordinaten 50° 51′ 10″ N, 8° 46′ 43″ O liegt. Dieser Punkt befand sich auf dem Gemeindegebiet von Cölbe, 895 Meter vom Ortsmittelpunkt entfernt, in der Straße Kaschubenweg. Andere Berechnungsmethoden lieferten andere Ergebnisse (siehe hier).

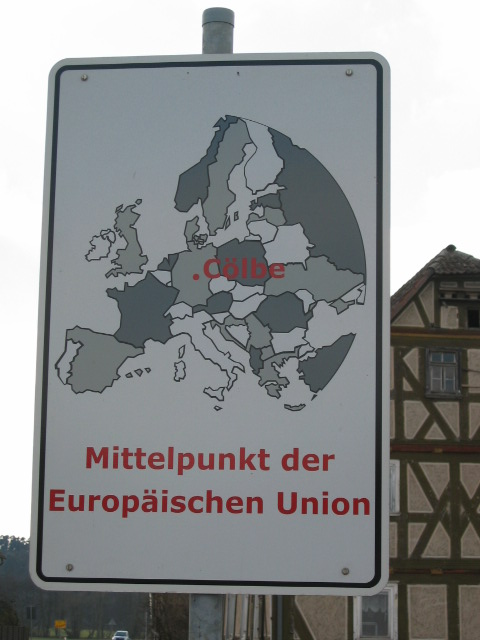
Schild am Ortseingang

## Söhne und Töchter
- Ludwig Kaiser (1888–1972), Bürgermeister und Mitglied des Provinziallandtages der Provinz Hessen-Nassau
- Heinrich Orthwein (1900–1983), Landrat in Melsungen

## Persönlichkeiten
- Werner Fischer (* 1931), Mineraloge und Kristallograph in Marburg, lebte in Cölbe